# Élections cantonales de 2004 dans la Mayenne
Les élections cantonales ont eu lieu les 21 et 28 mars 2004.
Lors de ces élections, 17 des 32 cantons de la Mayenne ont été renouvelés. Elles ont vu la reconduction de la majorité UDF dirigée par Jean Arthuis, président du conseil général depuis 1992.

## Résultats à l’échelle du département
Répartition départementale des résultats (2e tour).
- PS (21,1 %)
- DVG (18,61 %)
- Verts (6,5 %)
- UMP (10,48 %)
- UDF (22,17 %)
- DVD (21,15 %)

| Étiquette      | Étiquette                          | Premier tour | Premier tour | Second tour | Second tour | Sièges |
| Étiquette      | Étiquette                          | Voix         | %            | Voix        | %           | Sièges |
| -------------- | ---------------------------------- | ------------ | ------------ | ----------- | ----------- | ------ |
|                | Parti socialiste                   | 13 156       | 16,23        | 13 163      | 21,10       | 4      |
|                | Divers gauche                      | 11 026       | 13,60        | 11 607      | 18,61       | 1      |
|                | Les Verts                          | 4 114        | 5,07         | 4 053       | 6,50        | 1      |
|                | Parti communiste français          | 2 050        | 2,53         |             |             |        |
|                | Parti radical de gauche            | 616          | 0,76         |             |             |        |
|                | Extrême gauche                     | 440          | 0,54         |             |             |        |
| Gauche         | Gauche                             | 31 402       | 38,73        | 28 823      | 46,21       | 6      |
|                |                                    |              |              |             |             |        |
|                | Divers droite                      | 18 959       | 23,39        | 13 194      | 21,15       | 8      |
|                | Union pour la démocratie française | 15 338       | 18,92        | 13 831      | 22,17       | 3      |
|                | Union pour un mouvement populaire  | 8 296        | 10,23        | 6 537       | 10,48       | 0      |
|                | Front national                     | 6 137        | 7,57         |             |             |        |
| Droite         | Droite                             | 48 730       | 60,11        | 33 562      | 53,80       | 11     |
|                |                                    |              |              |             |             |        |
|                | Écologistes divers                 | 685          | 0,84         |             |             |        |
|                | Divers                             | 256          | 0,32         |             |             |        |
|                |                                    |              |              |             |             |        |
| Inscrits       | Inscrits                           | 133 257      | 100,00       | 97 852      | 100,00      |        |
| Abstention     | Abstention                         | 46 875       | 35,18        | 32 073      | 32,78       |        |
| Votants        | Votants                            | 86 382       | 64,82        | 65 779      | 67,22       |        |
| Blancs et nuls | Blancs et nuls                     | 5 309        | 6,15         | 3 394       | 5,16        |        |
| Exprimés       | Exprimés                           | 81 073       | 93,85        | 62 385      | 94,84       |        |

## Résultats par canton

### Canton d'Ambrières-les-Vallées
| Candidats      | Candidats          | Étiquette      | Premier tour | Premier tour | Second tour | Second tour |
| Candidats      | Candidats          | Étiquette      | Voix         | %            | Voix        | %           |
| -------------- | ------------------ | -------------- | ------------ | ------------ | ----------- | ----------- |
|                | Dominique Collet   | DVD            | 796          | 28,99        | 1 086       | 37,77       |
|                | Louis Derouault*   | DVD            | 763          | 27,79        | 832         | 28,94       |
|                | Marie-Louise Plai  | DVG            | 641          | 23,34        | 957         | 33,29       |
|                | Francis Baudet     | PS             | 342          | 12,45        |             |             |
|                | Michel Vandevoorde | FN             | 146          | 5,32         |             |             |
|                | Alain Jan          | PCF            | 58           | 2,11         |             |             |
|                |                    |                |              |              |             |             |
| Inscrits       | Inscrits           | Inscrits       | 4 157        | 100,00       | 4 157       | 100,00      |
| Abstention     | Abstention         | Abstention     | 1 282        | 30,84        | 1 122       | 26,99       |
| Votants        | Votants            | Votants        | 2 875        | 69,16        | 3 035       | 73,01       |
| Blancs et nuls | Blancs et nuls     | Blancs et nuls | 129          | 4,49         | 160         | 5,27        |
| Exprimés       | Exprimés           | Exprimés       | 2 746        | 95,51        | 2 875       | 94,73       |

*sortant

### Canton de Chailland
| Candidats      | Candidats               | Étiquette      | Premier tour | Premier tour | Second tour | Second tour |
| Candidats      | Candidats               | Étiquette      | Voix         | %            | Voix        | %           |
| -------------- | ----------------------- | -------------- | ------------ | ------------ | ----------- | ----------- |
|                | Gérard Lemonnier*       | DVD            | 2 068        | 48,97        | 2 349       | 53,17       |
|                | Christian Quinton       | DVG            | 1 620        | 38,36        | 2 069       | 46,83       |
|                | Odile Le Morvan         | FN             | 377          | 8,93         |             |             |
|                | Marie-Madeleine Bouvier | PCF            | 158          | 3,74         |             |             |
|                |                         |                |              |              |             |             |
| Inscrits       | Inscrits                | Inscrits       | 6 893        | 100,00       | 6 893       | 100,00      |
| Abstention     | Abstention              | Abstention     | 2 313        | 33,56        | 2 180       | 31,63       |
| Votants        | Votants                 | Votants        | 4 580        | 66,44        | 4 713       | 68,37       |
| Blancs et nuls | Blancs et nuls          | Blancs et nuls | 357          | 7,79         | 295         | 6,26        |
| Exprimés       | Exprimés                | Exprimés       | 4 223        | 92,21        | 4 418       | 93,74       |

*sortant

### Canton de Château-Gontier-Est
| Candidats      | Candidats      | Étiquette      | Premier tour | Premier tour |
| Candidats      | Candidats      | Étiquette      | Voix         | %            |
| -------------- | -------------- | -------------- | ------------ | ------------ |
|                | Philippe Henry | DVD            | 2 505        | 54,52        |
|                | Vincent You    | UMP            | 925          | 20,13        |
|                | Patrick Pertue | PS             | 784          | 17,06        |
|                | Damien Hameau  | FN             | 220          | 4,79         |
|                | Michel Rivet   | PCF            | 161          | 3,50         |
|                |                |                |              |              |
| Inscrits       | Inscrits       | Inscrits       | 7 553        | 100,00       |
| Abstention     | Abstention     | Abstention     | 2 719        | 36,00        |
| Votants        | Votants        | Votants        | 4 834        | 64,00        |
| Blancs et nuls | Blancs et nuls | Blancs et nuls | 239          | 4,94         |
| Exprimés       | Exprimés       | Exprimés       | 4 595        | 95,06        |

### Canton de Cossé-le-Vivien
| Candidats      | Candidats          | Étiquette      | Premier tour | Premier tour | Second tour | Second tour |
| Candidats      | Candidats          | Étiquette      | Voix         | %            | Voix        | %           |
| -------------- | ------------------ | -------------- | ------------ | ------------ | ----------- | ----------- |
|                | Claude Boiteux     | DVD            | 1 080        | 27,08        | 1 459       | 35,77       |
|                | Joseph Helbert     | UMP            | 1 015        | 25,45        | 1 380       | 33,83       |
|                | Stéphane Gaultier  | Verts          | 903          | 22,64        | 1 240       | 30,40       |
|                | Jacques Meinvielle | UMP            | 581          | 14,57        |             |             |
|                | Luc Perrel         | FN             | 409          | 10,26        |             |             |
|                |                    |                |              |              |             |             |
| Inscrits       | Inscrits           | Inscrits       | 6 498        | 100,00       | 6 498       | 100,00      |
| Abstention     | Abstention         | Abstention     | 2 244        | 34,53        | 2 229       | 34,30       |
| Votants        | Votants            | Votants        | 4 254        | 65,47        | 4 269       | 65,70       |
| Blancs et nuls | Blancs et nuls     | Blancs et nuls | 266          | 6,25         | 190         | 4,45        |
| Exprimés       | Exprimés           | Exprimés       | 3 988        | 93,75        | 4 079       | 95,55       |

### Canton de Craon
| Candidats      | Candidats      | Étiquette      | Premier tour | Premier tour |
| Candidats      | Candidats      | Étiquette      | Voix         | %            |
| -------------- | -------------- | -------------- | ------------ | ------------ |
|                | Paul Chaineau* | DVD            | 2 720        | 63,95        |
|                | Thierry Baffou | Verts          | 1 171        | 27,53        |
|                | Xavier Barreau | FN             | 362          | 8,51         |
|                |                |                |              |              |
| Inscrits       | Inscrits       | Inscrits       | 7 667        | 100,00       |
| Abstention     | Abstention     | Abstention     | 3 052        | 39,81        |
| Votants        | Votants        | Votants        | 4 615        | 60,19        |
| Blancs et nuls | Blancs et nuls | Blancs et nuls | 362          | 7,84         |
| Exprimés       | Exprimés       | Exprimés       | 4 253        | 92,16        |

*sortant

### Canton d'Ernée
| Candidats      | Candidats           | Étiquette      | Premier tour | Premier tour | Second tour | Second tour |
| Candidats      | Candidats           | Étiquette      | Voix         | %            | Voix        | %           |
| -------------- | ------------------- | -------------- | ------------ | ------------ | ----------- | ----------- |
|                | Gilbert Dutertre*   | UDF            | 2 300        | 44,78        | 3 262       | 63,27       |
|                | Albert Leblanc      | UMP            | 1 247        | 24,28        | Retrait     | Retrait     |
|                | Antoine Valpremit   | PS             | 1 164        | 22,66        | 1 894       | 36,73       |
|                | Jacques Le Morvan   | FN             | 347          | 6,76         |             |             |
|                | Stéphane Bourderiou | PCF            | 78           | 1,52         |             |             |
|                |                     |                |              |              |             |             |
| Inscrits       | Inscrits            | Inscrits       | 8 253        | 100,00       | 8 253       | 100,00      |
| Abstention     | Abstention          | Abstention     | 2 777        | 33,65        | 2 734       | 33,13       |
| Votants        | Votants             | Votants        | 5 476        | 66,35        | 5 519       | 66,87       |
| Blancs et nuls | Blancs et nuls      | Blancs et nuls | 340          | 6,21         | 363         | 6,58        |
| Exprimés       | Exprimés            | Exprimés       | 5 136        | 93,79        | 5 156       | 93,42       |

*sortant

### Canton de Gorron
| Candidats      | Candidats         | Étiquette      | Premier tour | Premier tour |
| Candidats      | Candidats         | Étiquette      | Voix         | %            |
| -------------- | ----------------- | -------------- | ------------ | ------------ |
|                | Jean-Marc Allain* | DVD            | 2 218        | 62,87        |
|                | Jean Renard       | DVG            | 916          | 25,96        |
|                | Gérard Cordier    | FN             | 275          | 7,79         |
|                | Frédéric Guillou  | PCF            | 119          | 3,37         |
|                |                   |                |              |              |
| Inscrits       | Inscrits          | Inscrits       | 5 499        | 100,00       |
| Abstention     | Abstention        | Abstention     | 1 671        | 30,39        |
| Votants        | Votants           | Votants        | 3 828        | 69,61        |
| Blancs et nuls | Blancs et nuls    | Blancs et nuls | 300          | 7,84         |
| Exprimés       | Exprimés          | Exprimés       | 3 528        | 92,16        |

*sortant

### Canton de Landivy
| Candidats      | Candidats             | Étiquette      | Premier tour | Premier tour | Second tour | Second tour |
| Candidats      | Candidats             | Étiquette      | Voix         | %            | Voix        | %           |
| -------------- | --------------------- | -------------- | ------------ | ------------ | ----------- | ----------- |
|                | Jean-Pierre Dupuis*   | DVD            | 1 496        | 44,82        | 1 540       | 45,28       |
|                | Daniel Roulette       | DVD            | 867          | 25,97        | 1 069       | 31,43       |
|                | Jean-Pierre Guillouet | DVG            | 758          | 22,71        | 792         | 23,29       |
|                | Marie-Alix Le Comte   | FN             | 217          | 6,05         |             |             |
|                |                       |                |              |              |             |             |
| Inscrits       | Inscrits              | Inscrits       | 5 619        | 100,00       | 5 619       | 100,00      |
| Abstention     | Abstention            | Abstention     | 1 896        | 33,74        | 1 944       | 34,60       |
| Votants        | Votants               | Votants        | 3 723        | 66,26        | 3 675       | 65,40       |
| Blancs et nuls | Blancs et nuls        | Blancs et nuls | 385          | 10,34        | 274         | 7,46        |
| Exprimés       | Exprimés              | Exprimés       | 3 338        | 89,66        | 3 401       | 92,54       |

*sortant

### Canton de Laval-Nord-Est
| Candidats      | Candidats         | Étiquette      | Premier tour | Premier tour | Second tour | Second tour |
| Candidats      | Candidats         | Étiquette      | Voix         | %            | Voix        | %           |
| -------------- | ----------------- | -------------- | ------------ | ------------ | ----------- | ----------- |
|                | Olivier Richefou* | UDF            | 2 935        | 46,22        | 3 342       | 49,42       |
|                | Nicole Peu        | PS             | 2 672        | 42,08        | 3 421       | 50,58       |
|                | Paul Le Morvan    | FN             | 495          | 7,80         |             |             |
|                | Yannick Peltier   | PCF            | 248          | 3,91         |             |             |
|                |                   |                |              |              |             |             |
| Inscrits       | Inscrits          | Inscrits       | 10 263       | 100,00       | 10 263      | 100,00      |
| Abstention     | Abstention        | Abstention     | 3 604        | 35,12        | 3 244       | 31,61       |
| Votants        | Votants           | Votants        | 6 659        | 64,88        | 7 019       | 68,39       |
| Blancs et nuls | Blancs et nuls    | Blancs et nuls | 309          | 4,64         | 256         | 3,65        |
| Exprimés       | Exprimés          | Exprimés       | 6 350        | 95,36        | 6 763       | 96,35       |

*sortant

### Canton de Laval-Nord-Ouest
| Candidats      | Candidats         | Étiquette      | Premier tour | Premier tour | Second tour | Second tour |
| Candidats      | Candidats         | Étiquette      | Voix         | %            | Voix        | %           |
| -------------- | ----------------- | -------------- | ------------ | ------------ | ----------- | ----------- |
|                | Claude Gourvil    | Verts          | 2 040        | 44,70        | 2 813       | 58,45       |
|                | Arnaud Derrien    | UMP            | 1 254        | 27,48        | 2 000       | 41,55       |
|                | Gisèle Chauveau   | UDF            | 735          | 16,10        |             |             |
|                | Sylviane Tertrais | FN             | 377          | 8,26         |             |             |
|                | Guy Coignard      | PCF            | 158          | 3,46         |             |             |
|                |                   |                |              |              |             |             |
| Inscrits       | Inscrits          | Inscrits       | 7 849        | 100,00       | 7 849       | 100,00      |
| Abstention     | Abstention        | Abstention     | 3 016        | 38,43        | 2 806       | 35,75       |
| Votants        | Votants           | Votants        | 4 833        | 61,57        | 5 043       | 64,25       |
| Blancs et nuls | Blancs et nuls    | Blancs et nuls | 269          | 5,57         | 230         | 4,56        |
| Exprimés       | Exprimés          | Exprimés       | 4 564        | 94,43        | 4 813       | 95,44       |

### Canton de Laval-Sud-Ouest
| Candidats      | Candidats               | Étiquette      | Premier tour | Premier tour |
| Candidats      | Candidats               | Étiquette      | Voix         | %            |
| -------------- | ----------------------- | -------------- | ------------ | ------------ |
|                | Guillaume Garot         | PS             | 2 967        | 56,67        |
|                | Pierre Renaudin         | UMP            | 1 471        | 28,09        |
|                | Anneli du Reau          | FN             | 391          | 7,47         |
|                | Geneviève Bougard       | EXG            | 147          | 2,81         |
|                | Serge Faguet            | POI            | 115          | 2,20         |
|                | Jean Cormier            | PCF            | 88           | 1,68         |
|                | Jean-Alain Marie-Jeanne | EXG            | 57           | 1,09         |
|                |                         |                |              |              |
| Inscrits       | Inscrits                | Inscrits       | 8 540        | 100,00       |
| Abstention     | Abstention              | Abstention     | 3 071        | 35,96        |
| Votants        | Votants                 | Votants        | 5 469        | 64,04        |
| Blancs et nuls | Blancs et nuls          | Blancs et nuls | 233          | 4,26         |
| Exprimés       | Exprimés                | Exprimés       | 5 236        | 95,74        |

### Canton de Laval-Saint-Nicolas
| Candidats      | Candidats           | Étiquette      | Premier tour | Premier tour | Second tour | Second tour |
| Candidats      | Candidats           | Étiquette      | Voix         | %            | Voix        | %           |
| -------------- | ------------------- | -------------- | ------------ | ------------ | ----------- | ----------- |
|                | Yan Kiessling       | PS             | 1 050        | 39,37        | 1 780       | 63,78       |
|                | Catherine Fayal     | UDF            | 787          | 29,51        | 1 011       | 36,22       |
|                | Anne Danjou         | FN             | 277          | 10,39        |             |             |
|                | Rodolphe Chauvelier | SE             | 256          | 9,60         |             |             |
|                | Jacques Poirier     | PCF            | 176          | 6,60         |             |             |
|                | Christophe Gosset   | EXG            | 121          | 4,54         |             |             |
|                |                     |                |              |              |             |             |
| Inscrits       | Inscrits            | Inscrits       | 4 702        | 100,00       | 4 702       | 100,00      |
| Abstention     | Abstention          | Abstention     | 1 896        | 40,32        | 1 784       | 37,94       |
| Votants        | Votants             | Votants        | 2 806        | 59,68        | 2 918       | 62,06       |
| Blancs et nuls | Blancs et nuls      | Blancs et nuls | 139          | 4,95         | 127         | 4,35        |
| Exprimés       | Exprimés            | Exprimés       | 2 667        | 95,05        | 2 791       | 95,65       |

### Canton de Loiron
| Candidats      | Candidats         | Étiquette      | Premier tour | Premier tour | Second tour | Second tour |
| Candidats      | Candidats         | Étiquette      | Voix         | %            | Voix        | %           |
| -------------- | ----------------- | -------------- | ------------ | ------------ | ----------- | ----------- |
|                | Claude Le Feuvre* | DVD            | 2 159        | 30,97        | 2 402       | 33,10       |
|                | Nadine Menn       | PS             | 1 807        | 25,92        | 2 398       | 33,04       |
|                | Nicole Bouillon   | DVD            | 1 690        | 24,24        | 2 457       | 33,86       |
|                | Louis Michel      | ECO            | 685          | 9,83         |             |             |
|                | Guy de Bellecour  | FN             | 508          | 7,29         |             |             |
|                | Daniel Mouzer     | PCF            | 122          | 1,75         |             |             |
|                |                   |                |              |              |             |             |
| Inscrits       | Inscrits          | Inscrits       | 11 077       | 100,00       | 11 075      | 100,00      |
| Abstention     | Abstention        | Abstention     | 3 733        | 33,70        | 3 516       | 31,75       |
| Votants        | Votants           | Votants        | 7 344        | 66,30        | 7 559       | 68,25       |
| Blancs et nuls | Blancs et nuls    | Blancs et nuls | 373          | 5,08         | 302         | 4,00        |
| Exprimés       | Exprimés          | Exprimés       | 6 971        | 94,92        | 7 257       | 96,00       |

*sortant

### Canton de Mayenne-Est
| Candidats      | Candidats                 | Étiquette      | Premier tour | Premier tour | Second tour | Second tour |
| Candidats      | Candidats                 | Étiquette      | Voix         | %            | Voix        | %           |
| -------------- | ------------------------- | -------------- | ------------ | ------------ | ----------- | ----------- |
|                | Jean-Pierre Bernard-Hervé | PS             | 2 370        | 36,20        | 3 670       | 53,76       |
|                | Yolande Scheer*           | UMP            | 1 803        | 27,54        | 3 157       | 46,24       |
|                | Hubert Moll               | UDF            | 1 048        | 16,01        |             |             |
|                | Jean-Pierre Chouzy        | DVD            | 597          | 9,12         |             |             |
|                | Bruno de la Morinière     | FN             | 521          | 7,96         |             |             |
|                | Guy Bouvier               | PCF            | 208          | 3,18         |             |             |
|                |                           |                |              |              |             |             |
| Inscrits       | Inscrits                  | Inscrits       | 10 926       | 100,00       | 10 924      | 100,00      |
| Abstention     | Abstention                | Abstention     | 3 763        | 34,44        | 3 557       | 32,56       |
| Votants        | Votants                   | Votants        | 7 163        | 65,56        | 7 367       | 67,44       |
| Blancs et nuls | Blancs et nuls            | Blancs et nuls | 616          | 8,60         | 540         | 7,33        |
| Exprimés       | Exprimés                  | Exprimés       | 6 547        | 91,40        | 6 827       | 92,67       |

*sortant

### Canton de Mayenne-Ouest
| Candidats      | Candidats             | Étiquette      | Premier tour | Premier tour | Second tour | Second tour |
| Candidats      | Candidats             | Étiquette      | Voix         | %            | Voix        | %           |
| -------------- | --------------------- | -------------- | ------------ | ------------ | ----------- | ----------- |
|                | Michel Angot          | DVG            | 2 927        | 47,39        | 3 997       | 62,58       |
|                | Jean Frachet          | UDF            | 1 930        | 31,24        | 2 390       | 37,42       |
|                | Maurice Boisseau      | DVG            | 756          | 12,24        |             |             |
|                | Gaëtan Perrel         | FN             | 408          | 6,61         |             |             |
|                | Anne-Marie Erault-Jan | PCF            | 156          | 2,53         |             |             |
|                |                       |                |              |              |             |             |
| Inscrits       | Inscrits              | Inscrits       | 9 812        | 100,00       | 9 811       | 100,00      |
| Abstention     | Abstention            | Abstention     | 3 246        | 33,08        | 3 096       | 31,56       |
| Votants        | Votants               | Votants        | 6 566        | 66,92        | 6 715       | 68,44       |
| Blancs et nuls | Blancs et nuls        | Blancs et nuls | 389          | 5,92         | 328         | 4,88        |
| Exprimés       | Exprimés              | Exprimés       | 6 177        | 94,08        | 6 387       | 95,12       |

### Canton de Saint-Aignan-sur-Roë
| Candidats      | Candidats          | Étiquette      | Premier tour | Premier tour |
| Candidats      | Candidats          | Étiquette      | Voix         | %            |
| -------------- | ------------------ | -------------- | ------------ | ------------ |
|                | Élisabeth Doineau* | UDF            | 2 343        | 69,44        |
|                | Arlette Tardif     | PRG            | 616          | 18,26        |
|                | Dominique Lemee    | FN             | 273          | 8,09         |
|                | André Loisy        | PCF            | 142          | 4,21         |
|                |                    |                |              |              |
| Inscrits       | Inscrits           | Inscrits       | 6 141        | 100,00       |
| Abstention     | Abstention         | Abstention     | 2 530        | 41,20        |
| Votants        | Votants            | Votants        | 3 611        | 58,80        |
| Blancs et nuls | Blancs et nuls     | Blancs et nuls | 237          | 6,56         |
| Exprimés       | Exprimés           | Exprimés       | 3 374        | 93,44        |

*sortant

### Canton de Saint-Berthevin
| Candidats      | Candidats         | Étiquette      | Premier tour | Premier tour | Second tour | Second tour |
| Candidats      | Candidats         | Étiquette      | Voix         | %            | Voix        | %           |
| -------------- | ----------------- | -------------- | ------------ | ------------ | ----------- | ----------- |
|                | Marcel Rousseau*  | UDF            | 3 260        | 44,17        | 3 826       | 50,22       |
|                | Alain Viot        | DVG            | 2 632        | 35,66        | 3 792       | 49,78       |
|                | Michel Sorin      | DVG            | 776          | 10,51        |             |             |
|                | Katell Mautin     | FN             | 534          | 7,24         |             |             |
|                | Mauricette Lottin | PCF            | 178          | 2,41         |             |             |
|                |                   |                |              |              |             |             |
| Inscrits       | Inscrits          | Inscrits       | 11 808       | 100,00       | 11 808      | 100,00      |
| Abstention     | Abstention        | Abstention     | 4 062        | 34,40        | 3 861       | 32,70       |
| Votants        | Votants           | Votants        | 7 746        | 65,60        | 7 947       | 67,30       |
| Blancs et nuls | Blancs et nuls    | Blancs et nuls | 366          | 4,73         | 329         | 4,14        |
| Exprimés       | Exprimés          | Exprimés       | 7 380        | 95,27        | 7 618       | 95,86       |

*sortant